# Прапор Уличного
Прапор Уличного — один з офіційних символів села Уличне, Дрогобицького району Львівської області.

## Історія
Прапор затвердила сесія Уличненської сільської ради рішенням від 16 березня 2016 року.
Автор — Андрій Гречило.

## Опис
Квадратне полотнище, яке складається з двох рівновеликих вертикальних смуг, на червоній від древка —  два жовті млинські колеса, на чорній з вільного краю — три білі бочки з жовтими обручами, одна над одною.

## Зміст
Млинські колеса вказують на існування в Уличному кількох водяних млинів та поширений мельницький промисел. Три білі бочки символізують солеварні промисли, які сприяли розвитку Уличного. Червоно-чорні кольори підкреслюють активну участь уличан у визвольній боротьбі за волю України.
Квадратна форма полотнища відповідає усталеним вимогам для муніципальних прапорів (прапорів міст, селищ і сіл).